# Quarterback (serie de televisión)
Quarterback es una próxima serie documental de televisión estadounidense desarrollada para Netflix. La National Football League (NFL) y Netflix se asociaron para desarrollar la serie, mientras que NFL Films, 2PM Productions y Omaha Productions producirán la serie.

## Desarrollo y lanzamiento
La NFL y Netflix anunciaron la serie documental el 22 de febrero de 2023. El anuncio de la serie siguió al éxito de varias series documentales deportivas en Netflix, comenzando con su serie Drive to Survive; Netflix también lanzó las series con temática de tenis y golf Break Point y Full Swing a principios de 2023.
La NFL no había hecho negocios con Netflix antes de Quarterback. Los productores de la serie incluyen NFL Films, Omaha Productions y 2PM Productions. 2PM Productions es el estudio de producción del mariscal de campo de los Kansas City Chiefs, Patrick Mahomes, mientras que Omaha Productions es el estudio de producción del exmariscal de campo de la NFL, Peyton Manning. Manning será el productor ejecutivo de la serie junto con Ross Ketover, Pat Kelleher y Keith Cossrow de NFL Films.
Mahomes, el mariscal de campo de los Minnesota Vikings, Kirk Cousins, y el mariscal de campo de los Atlanta Falcons, Marcus Mariota, serán los tres mariscales de campo que aparecerán en la serie. Los tres mariscales de campo usaron un micrófono durante cada juego de la temporada 2022 de la NFL, lo que marca la primera vez que la NFL permitió dicho acceso. Este audio se utilizará en la serie. Netflix también tuvo acceso especial a Mahomes durante la temporada, que culminó con su victoria en el Super Bowl LVII y su nombramiento como MVP del juego. Los Vikings terminaron la temporada habiendo ganado la NFC Norte, mientras que Mariota está documentado durante su primera (y única) temporada con los Falcons.
Netflix ordenó inicialmente una temporada de la serie, que se lanzará en el verano de 2023.